# Untere Au (Main)
Der Bach aus der Unteren Au ist ein knapp 1 km langer, linker und südlicher Zufluss des Mains im baden-württembergischen Main-Tauber-Kreis.

## Verlauf
Der Bach aus der Unteren Au entspringt westlich von Wertheim-Grünenwört auf einer Höhe von etwa 135 m ü. NHN bei einem Sportplatz.
Das Bächlein fließt zunächst gut 400 m in westlicher Richtung durch eine Grünzone, knickt dann nach Nordnordwesten ab, quert noch die L2310 und mündet schließlich westlich von Grünenwört etwas oberhalb von Main-Kilometer 149 auf einer Höhe von 133,8 m ü. NHN von links in den aus dem Nordosten kommenden Main.